# سيورابالوك
سيورابالوك هي مستوطنة تقع بالقرب من كاناك شمال جرينلاند، يلبغ عدد سكان المستوطنة حوالي 43 نسمة ينحدر معظمهم من مهاجرين إنويت هاجروا من كندا في القرن العشرين.